# UFC 174
UFC 174: Johnson vs. Bagautinov fue un evento de artes marciales mixtas celebrado por Ultimate Fighting Championship el 14 de junio de 2014 en el Rogers Arena en Vancouver, Canadá.

## Historia
El evento estuvo encabezado por una pelea por el Campeonato de Peso Mosca entre el actual campeón Demetrious Johnson y el retador Ali Bagautinov.
A diferencia de otros eventos recientes la cartelera preliminar fue emitida por FX en lugar de Fox Sports 1.

## Resultados
1. ↑  Por el Campeonato de Peso Mosca de UFC.

## Premios extra
Cada peleador recibió un bono de $50,000.
- Pelea de la Noche: Kajan Johnson vs. Tae-hyun Bang
- Actuación de la Noche: Kiichi Kunimoto y Tae-hyun Bang